# Ashen
Ashen is een civil parish in het bestuurlijke gebied Braintree, in het Engelse graafschap Essex met 323 inwoners.